# Oktaaf Meyntjens
Oktaaf Meyntjens (Burcht, 20 april 1923 - Antwerpen, 30 oktober 2010) was een Belgisch politicus.

## Levensloop
Meyntjens studeerde technisch onderwijs in de avondschool. Hij werd zelfstandig handelaar en was van 1963 tot 1983 actief in het plaatselijk bestuur van het Nationaal Christelijk Middenstandsverbond (NCMV) in Burcht. 
Hij groeide op in een Vlaams-nationalistische familie en werd lid van het Algemeen Vlaamsch Nationaal Jeugdverbond. Bij het begin van de Tweede Wereldoorlog trad hij toe tot het Vlaamsch Nationaal Verbond (VNV). Hij trad ook toe tot de Zwarte Brigade en kwam van daaruit in de Vlaamsche Wachtbrigade terecht. Na de oorlog zat hij drie jaar vast, waarvan 18 maanden in de Steenkoolmijn van Zwartberg.
In 1959 werd hij lid van de Volksunie en werd politiek actief. Hij werd medestichter en voorzitter van de plaatselijke Vlaamse kring 'Scheldemeeuw' en werd lid van het afdelingsbestuur van de Volksunie in Zwijndrecht. Ook was hij actief in het VU-bestuur van het arrondissement Antwerpen en lid van de partijraad.
In 1968 werd hij provincieraadslid voor de provincie Antwerpen en zetelde tot in 1981. Ook was hij van 1971 tot 1976 gemeenteraadslid en schepen van Burcht en van 1977 tot 1994 gemeenteraadslid van Zwijndrecht, waar hij van 1989 tot 1994 burgemeester was. Kort na de verkiezingen van 1994 trok hij zich uit de politiek terug.
Van 1981 tot 1985 zetelde Meyntjens voor het arrondissement Antwerpen in de Kamer van volksvertegenwoordigers. Vervolgens zetelde hij van 1985 tot 1988 in de Senaat: van 1985 tot 1987 als rechtstreeks gekozen senator, van 1987 tot 1988 als provinciaal senator voor Antwerpen. In de periode december 1981-december 1987 had hij als gevolg van het toen bestaande dubbelmandaat ook zitting in de Vlaamse Raad. De Vlaamse Raad was vanaf 21 oktober 1980 de opvolger van de Cultuurraad voor de Nederlandse Cultuurgemeenschap, die op 7 december 1971 werd geïnstalleerd, en was de voorloper van het huidige Vlaams Parlement.  